# 珠海华润银行
珠海華潤银行（英語：China Resource Bank，CR Bank），是一家总部位于中国廣東省珠海市的城市商业银行，成立于1996年12月28日，前身为珠海市商业银行，2011年4月，因被華潤集團收購而更名为珠海華潤银行，這是華潤集團在卖出香港华人银行后重回銀行業。現時有10家分行，94家分支機構，均分布在珠三角地区；同时有广东德庆、广西百色2家控股村镇银行，并在深圳前海设立一家资金运营中心。

## 历史
珠海華潤銀行前身為1996年由珠海12家城信社合併重組的珠海市商業銀行。2009年，華潤集團斥資25億入股珠海市商業銀行，重組後持股比例達到75%，成為該行控股股東。2011年4月，經銀監會批准，珠海市商業銀行正式更名為珠海華潤銀行。
2019年，华润银行引进深圳市深汇通投资控股有限公司作为第四大股东，将注册资本增至60.4亿元，华润集团所持股权比例则降至70.28%，深圳市深汇通投资控股有限公司持股比例为6.6998%。

### 图集

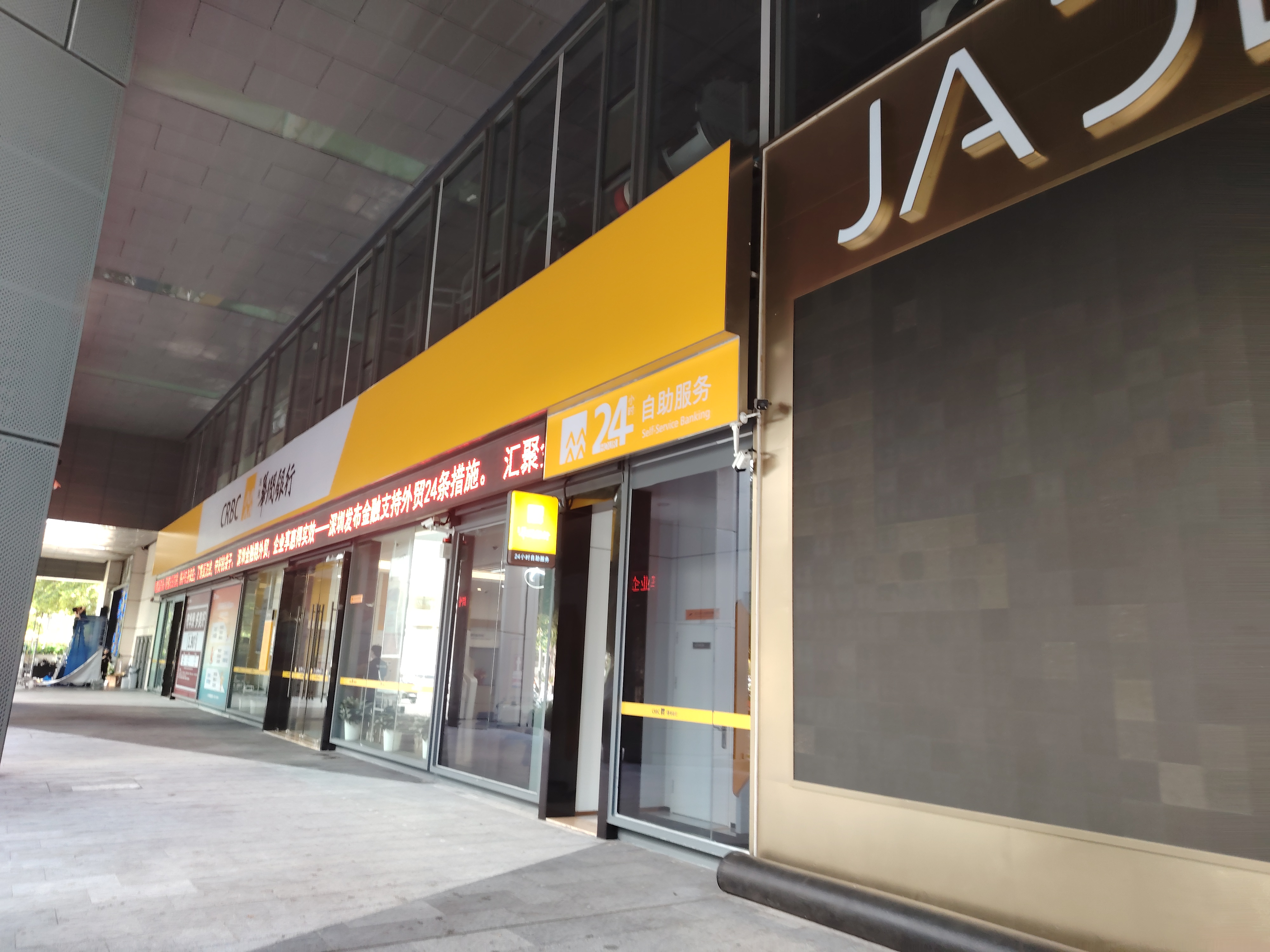
深圳福田支行
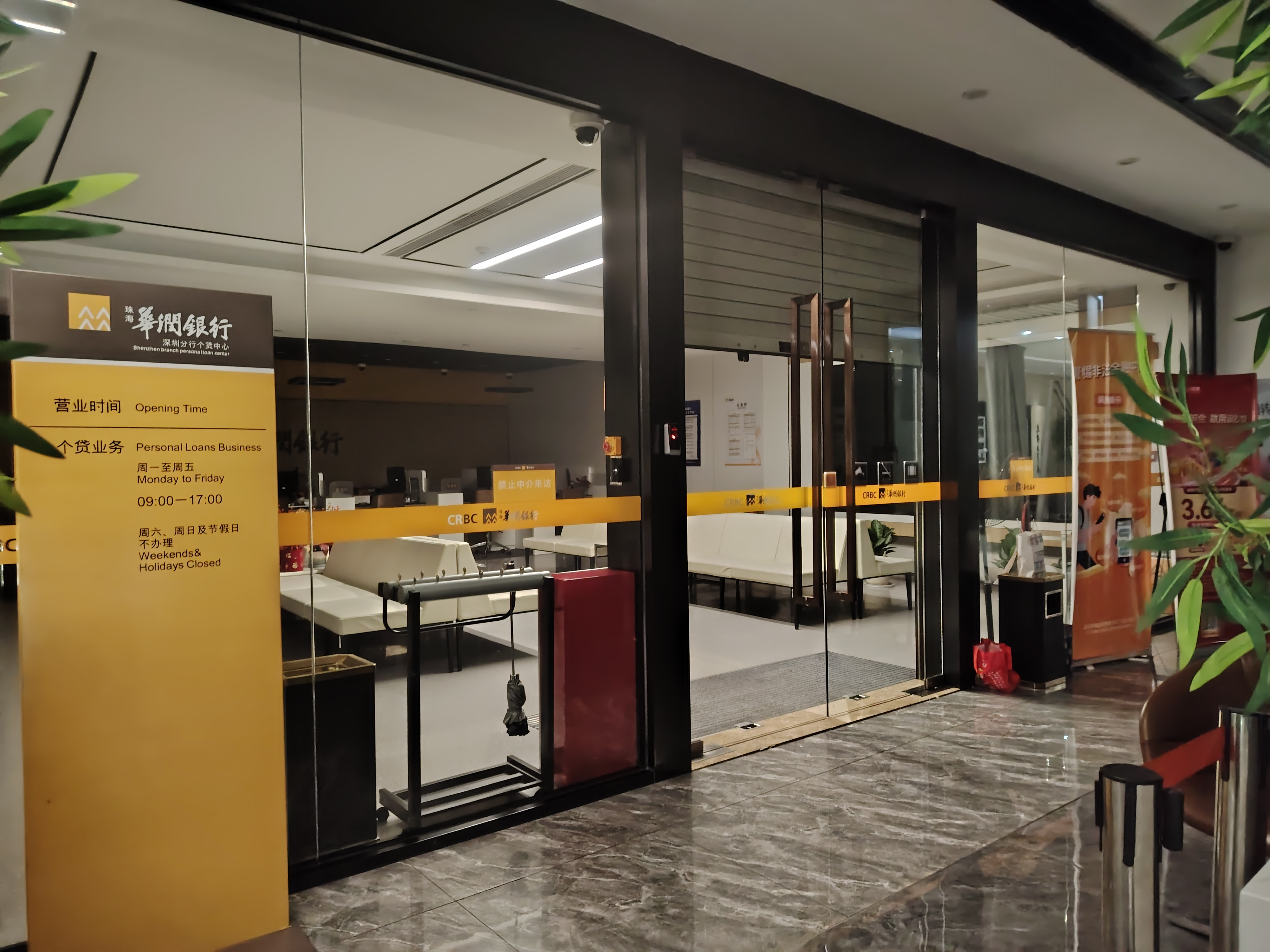
深圳分行个贷中心
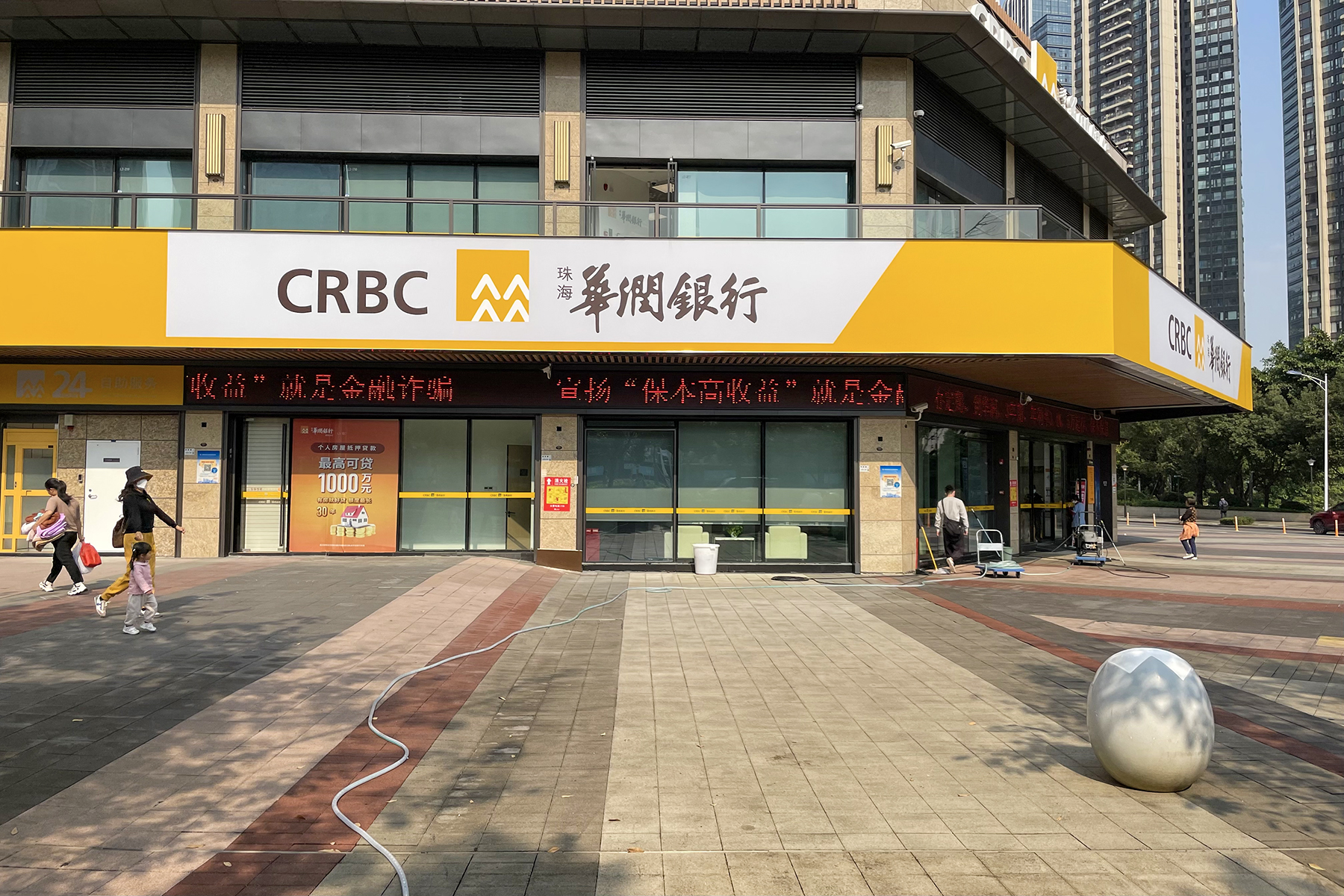
深圳光明支行
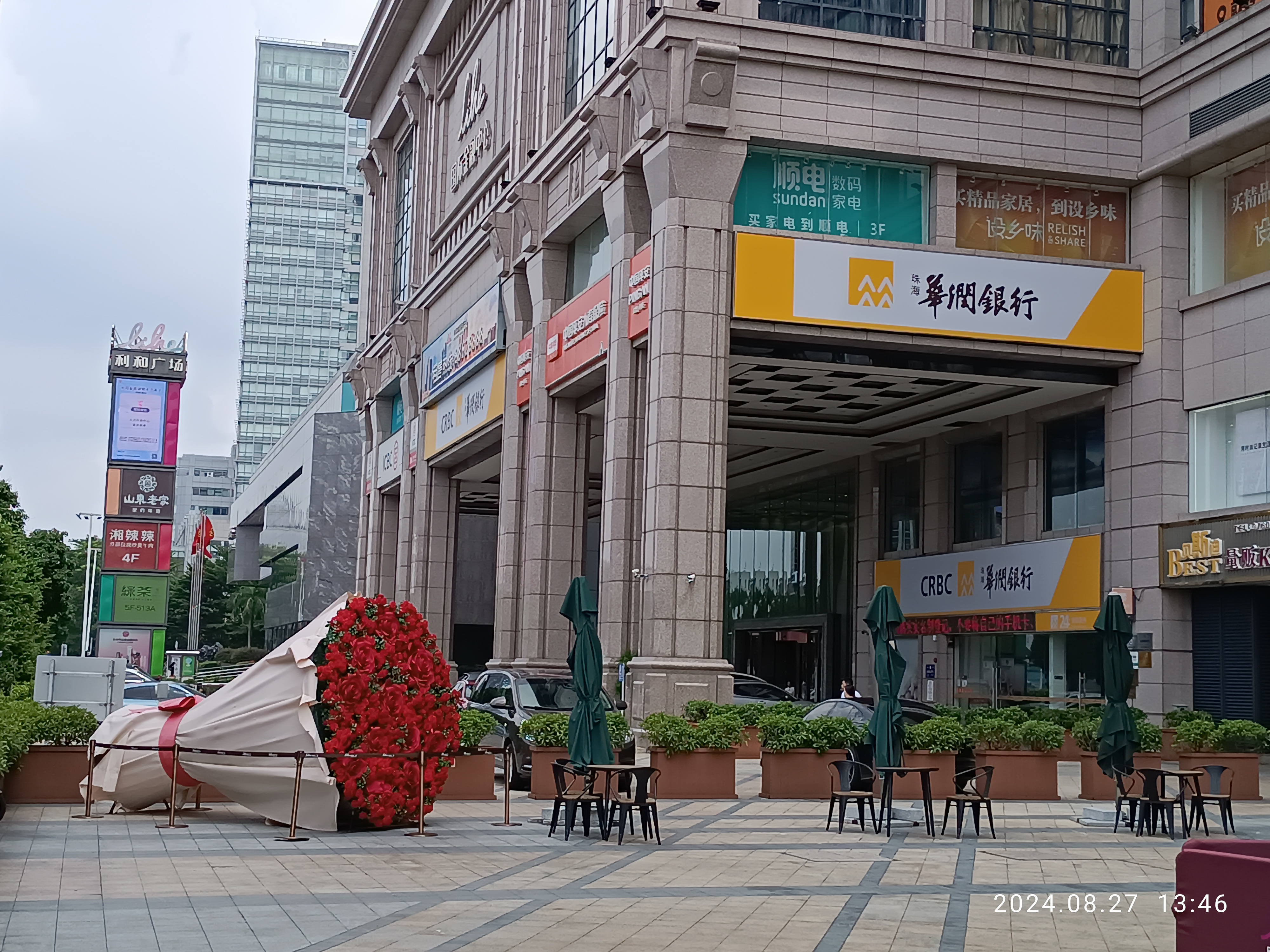
中山分行

## 外部連結
- 珠海華潤银行股份有限公司 （页面存档备份，存于）
- 珠海华润银行的新浪微博